# 三日月 (歌曲)
《三日月》為日本歌手絢香的第4張單曲，於2006年9月27日發行。

## 解說
- 《三日月》在CD發行以前於亞洲多國進行數位下載（2005年12月－）。本作為單曲首曲情歌，以「遠距離戀愛」作為主題。

- 2006年12月30日獲得第48回日本唱片大獎最優秀新人獎。

- 2007年3月25日舉行的國際滑冰聯盟花樣滑冰大獎賽美國站，日本選手安藤美姬在安可曲時使用本曲[1]。另外，本曲亦演唱於第57回NHK紅白歌合戰。

- 個人首次獲得Oricon週間排行第1名。2006年出道的日本歌手獲得週間排名的第1名繼KAT-TUN、澤尻英龍華的第3組。另外又獲得2007年度Oricon KTV榜第1名。[2]

- 《夢的碎片 <Live Version>》收錄自個人首場全國巡迴「Ayaka -AcousticRound Vol.1-"SOUNDS REAL"」的最終日「Shibuya O-East」 (2006.05.26) 。

## 曲目
1. 三日月
作詞：絢香；作曲：西尾芳彦、絢香
KDDI「au by KDDI LISMO Music Store」廣告曲
NHK《未來観測 つながるテレビ@ヒューマン》主題曲
2. 親吻你（君のキスで…）
作詞：絢香；作曲：西尾芳彦、絢香
3. 夢的碎片（夢のカケラ） <Live Version>
作詞：絢香；作曲：西尾芳彦
4. 三日月 （Instrumental）

## 關聯項目
- 安藤美姬
- 平原綾香 - 於2008年2月29日絢香的武道館LIVE演出，與絢香共同演唱本曲。

## 收錄專輯
- First Message（#1）
- ayaka's History 2006-2009（#1（Disc1）、#3（Disc2・普通音源））

## 腳註
1. ↑  .   [2010-03-02]. （原始内容存档于2010-01-13）.
2. ↑  Oricon （页面存档备份，存于）